# Apple H2
Der H2 ist ein System-on-a-Chip von Apple und der Nachfolger des Apple H1, einem Chip für kabellose Audio-Kopfhörer. Er wurde erstmals in die AirPods Pro der zweiten Generation eingebaut, die am 7. September 2022 vorgestellt wurden.

## Verbesserung zum H1
Apple selbst nennt auf seiner offiziellen Website eine höhere Energieeffizienz sowie verbesserte Audioqualität und Geräuschunterdrückung durch optimierte Algorithmen. Außerdem ermöglicht der leistungsstärkere Apple H2 die geräteinterne Verarbeitung von sehr lauten Umgebungsgeräuschen und reduziert sie im Transparenzmodus auf ein angenehmes Level.

## Geräte mit H2
Folgende Geräte sind mit dem Apple-H2-Chip ausgestattet:
1. AirPods Pro (2. Generation)
2. Apple Vision Pro
3. Apple AirPods 4